# إيفان ستيفانوفيتش
إيفان ستيفانوفيتش (بالصربية: Иван Стевановић)‏ (مواليد 24 يونيو 1983 في تشاتشاك - يوغوسلافيا) لاعب كرة قدم صربي يلعب حاليا لصالح نادي الدرجة الأولى سوشو الفرنسي منذ 2009 في مركز الظهير الأيمن .

## مسيرته الكروية
لعب إيفان ستيفانوفيتش خلال مسيرته الاحترافية مع 4 أندية في تسعة مواسم وسجل خلالها 4 أهداف ضمن 167 مباراة. حيث فاز في موسمين بالكأس وفي موسمين بالدوري.
خاض إيفان ستيفانوفيتش مسيرته مع بوراتس تشاتشاك ‏ في موسم 2003–04 واستمر معه طيلة ثلاثة مواسم، مشاركًا في 59 مباراة سجل خلالها هدفين. ثم انتقل إلى نادي أو إف كيه بيوغراد في موسم 2005–06 واستمر معه طيلة ثلاثة مواسم، حيث شارك في 67 مباراة سجل خلالها هدفًا واحدًا. لينتقل بعدها إلى نادي بارتيزان في موسم 2008–09 في المرة الأولى لمدة موسم واحد ثم في موسم 2010–11 لمدة موسم واحد، مشاركًا طوالها في 35 مباراة سجل خلالها هدفًا واحدًا أيضًا. ثم انتقل إلى نادي سوشو في موسم 2009–10 لمدة موسم واحد، مشاركًا في 6 مباريات ولم يسجل أي هدف.

## روابط خارجية
- إيفان ستيفانوفيتش على موقع قاعدة بيانات كرة القدم.إي يو (الإنجليزية)
- إيفان ستيفانوفيتش على موقع ناشيونال فوتبول تيمز (الإنجليزية)